# Michèle Riot-Sarcey
Michèle Riot-Sarcey (1943) è una docente francese, è professoressa emerita di storia contemporanea e di storia del genere all'università Paris-VIII-Saint-Denis, militante e storica del femminismo. È insegnante presso La Maillère de Lognes Marne-La-Vallée dagli anni '80.

## Biografia
È autrice di molte opere e articoli sulla storia politica del XIX secolo, sulle utopie, sul femminismo e sulle questioni di genere.
Ha fatto parte del comitato di redazione della rivista Futuro Anteriore (1990-1998).
Nel 2001 ha partecipato alla fondazione del RING (Rete inter-universitaria et interdisciplinare nazionale sul genere), divenuto nel 2009 Fédération RING (Federazione di ricerca sul genere). È co-responsabile di questa rete interdisciplinare che lavora sul carattere sessuato dell’organizzazione delle società umane e la tenuta in conto della costruzione sociale e simbolica delle categorie sessuali e dei rapporti tra i sessi.
Ha creato nel 2005, con Gérard Noiriel e Nicolas Offenstadt, il Comité de vigilance face aux usages publics de l'histoire (CVUH-Comitato di vigilanza riguardo agli usi pubblici della storia).
È membro della società del 1848 e del comitato di redazione della Revue d'histoire du XIXe siècle (RH19). Anima (con Nathalie Raoux e Maurizio Gribaudi) il seminario «Attualità di Walter Benjamin» presso l'École des hautes études en sciences sociales (EHESS).
Tesi di abilitazione sostenuta a Parigi I il 28 marzo 1997, direttore relatore: Alain Corbin.
È stata la compagna di Denis Berger (1932-2013), creatore nel 1958 de La Voie communiste, militante anticolonialista collaboratore del FLN (fronte nazionale di liberazione), «porteur de valises», redattore di numerosi articoli nella rivista Critique communiste.

## Impegno politico
Michèle Riot-Sarcey ha militato nella La Voie communiste, prima di aderire brevemente al Parti Socialiste Unifié (PSU) (nel 1971-1972) e poi di riunirsi alla Ligue communiste révolutionnaire (LCR) dal 1975 al 1985. 
Nel 2011 ha lanciato un appello per il voto al Front de gauche alle elezioni presidenziali.

## Stato d'urgenza in Francia nel 2015
Il 30 novembre 2015, è tra i firmatari dell'Appel des 58: « Noi manifestiamo durante lo stato d’urgenza ».

## Opere (selezione)
- De la liberté des femmes. Lettres de dames au Globe (1831), Paris, Côté femmes, 1992.
- Féminismes au présent, coécrit avec Eléni Varikas et Christine Planté, Paris, L'Harmattan, 1993.
- La Démocratie à l'épreuve des femmes, trois figures critiques du pouvoir (1830-1848), Paris, Albin Michel, 1994.
- Le Réel de l'utopie, Paris, Albin Michel 1998.
- Histoire du féminisme, Paris, La Découverte, coll. « Repères », 2002, 2e édition en 2006.
- Dictionnaire des utopies, en collaboration avec Thomas Bouchet et Antoine Picon, Paris, Larousse 2002, 3e édition en 2015.
- George Sand, littérature et politique, coécrit avec Martine Reid, Nantes, Pleins feux, 2007.
- 1848 La révolution oubliée, coécrit avec Maurizio Gribaudi, La Découverte, 2008 ISBN 9782707156280, édition de poche 2010.
- La République dans tous ses états, (avec Claudia Moatti), Payot, 2009 ISBN 2228904732.
- Révolution: les impensés d'un héritage, (avec Denis Berger, Roger Martelli, Francis Sitel et Pierre Zarka), La Dispute, coll. Comptoir de la politique, 2009.
- De la différence des sexes. Le Genre en histoire, (dir.), Larousse, 2010 ISBN 9782035839831.
- Le Genre en questions: pouvoir, politique, écriture de l’histoire: recueil de textes 1993-2010, Grâne, France, Éditions Créaphis, 2016 ISBN 978-2-35428-094-9
- Le Procès de la liberté: une histoire souterraine du XIXe siècle en France, La Découverte, 2016 ISBN 978-2-7071-7585-4[5]